# Thyriodes
Thyriodes là một chi bướm đêm thuộc họ Noctuidae.